# Dar'ja Bajkalova
Dar'ja Bajkalova (in russo Дарья Байкалова?; Krasnojarsk, 19 gennaio 1983) è un'attrice e modella russa che vive e lavora in Italia.

## Biografia
È conosciuta soprattutto per il ruolo da co-protagonista di Daria Bertolaso nella quarta e quinta serie de L'onore e il rispetto, che ha interpretato dal 2015 al 2017. Ha inoltre recitato in serie come Coco Chanel, Che Dio ci aiuti e Non è stato mio figlio.

## Vita privata
Dal 2018 al 2022 è stata legata sentimentalmente al volto televisivo Jimmy Ghione.

## Filmografia

### Cinema
- Buona giornata, regia di Carlo Vanzina (2012)
- Something Good, regia di Luca Barbareschi (2013)
- Loro, regia di Paolo Sorrentino (2018)

### Televisione
- Coco Chanel - miniserie TV (2007)
- R.I.S. 5 - Delitti imperfetti - serie TV, episodio 5x04 (2009)
- Ho sposato uno sbirro - serie TV (2010)
- Che Dio ci aiuti - serie TV (2011)
- Distretto di Polizia 11 – serie TV, episodio 11x02 (2011)
- L'onore e il rispetto - Parte quarta - serie TV (2015)
- Non è stato mio figlio - serie TV (2016)
- L'onore e il rispetto - Ultimo capitolo - serie TV (2017)
- L'allieva 2 - serie TV (2018)
- The New Pope - serie TV (2019)
- Doppio gioco – miniserie TV, episodio 7 (2025)